# 600 000 francs par mois
Ne doit pas être confondu avec Six cent mille francs par mois.
Pour les articles homonymes, voir 600 000 francs par mois (homonymie).
Pour plus de détails, voir Fiche technique et Distribution.
600 000 francs par mois est un film français réalisé par Nicolas Koline et Robert Péguy et sorti en 1926.

## Synopsis
Un ouvrier fait le pari avec un multi-millionnaire américain de parvenir à dépenser la somme de 600 000 francs par mois, mais malgré tous ses efforts il n'y parvient pas. L'Américain se révèle en fait être amoureux de la fille aînée de l'ouvrier.

## Fiche technique
- Titre anglais : Mister Mustard's Millions
- Réalisation : Nicolas Koline et Robert Péguy
- Scénario : d'après le roman éponyme de Jean Drault (publié en 1922)
- Producteur : Gregor Rabinovitch
- Décorateur : Alexandre Lochakoff
- Pays de production :  France
- Format : Muet - Noir et blanc - 1,33:1 - 35 mm
- Genre : Comédie
- Durée : 2 200 m[1]
- Dates de sortie :
  - 2 juillet 1926 : France
  - 25 juillet 1927 : Royaume-Uni

## Distribution
- Nicolas Koline : Anatole Galupin
- Charles Vanel : John Durand
- Madeleine Guitty : Ernestine Galupin
- Hélène Darly : Anna Galupin
- Louis Vonelly : Le secrétaire